# シャーリー準男爵
シャーリー準男爵（Shirley baronet）は、イギリスの準男爵位。過去に3度創設されており、2度がイングランド準男爵、1度がグレートブリテン準男爵であり、最初に創設されたものが現存している（2016年時点）。

## ストーントンのシャーリー準男爵（1611年）
ストーントンのシャーリー準男爵は、1611年5月22日にイングランド準男爵として創設された。創設の経緯はフェラーズ伯爵を参照。

## プレストンのシャーリー準男爵（1666年）

シャーリー準男爵のエスカッシャン

プレストンのシャーリー準男爵は、1666年3月6日にアントニー・シャーリー（アランデル、サセックス、ステイングの庶民院議員）がイングランド準男爵として叙されたことで始まり、1705年に第3代準男爵が死去して断絶した。
- 初代アントニー・シャーリー（英語版） (1624–1683)
- 第2代リチャード・シャーリー (c. 1655–1692)
- 第3代リチャード・シャーリー (c. 1680–1705)

## オートホールのシャーリー準男爵（1786年）
オートホールのシャーリー準男爵は、1786年6月27日にトーマス・シャーリー（バハマ、ジャマイカ、リーワード諸島の総督）がグレートブリテン準男爵として叙されたことで始まり、1815年に第2代準男爵が死去して断絶した。
- 初代トーマス・シャーリー（英語版） (1727–1800)
- 第2代ウィリアム・ウォーデン・シャーリー (1772–1815)